# Чилер

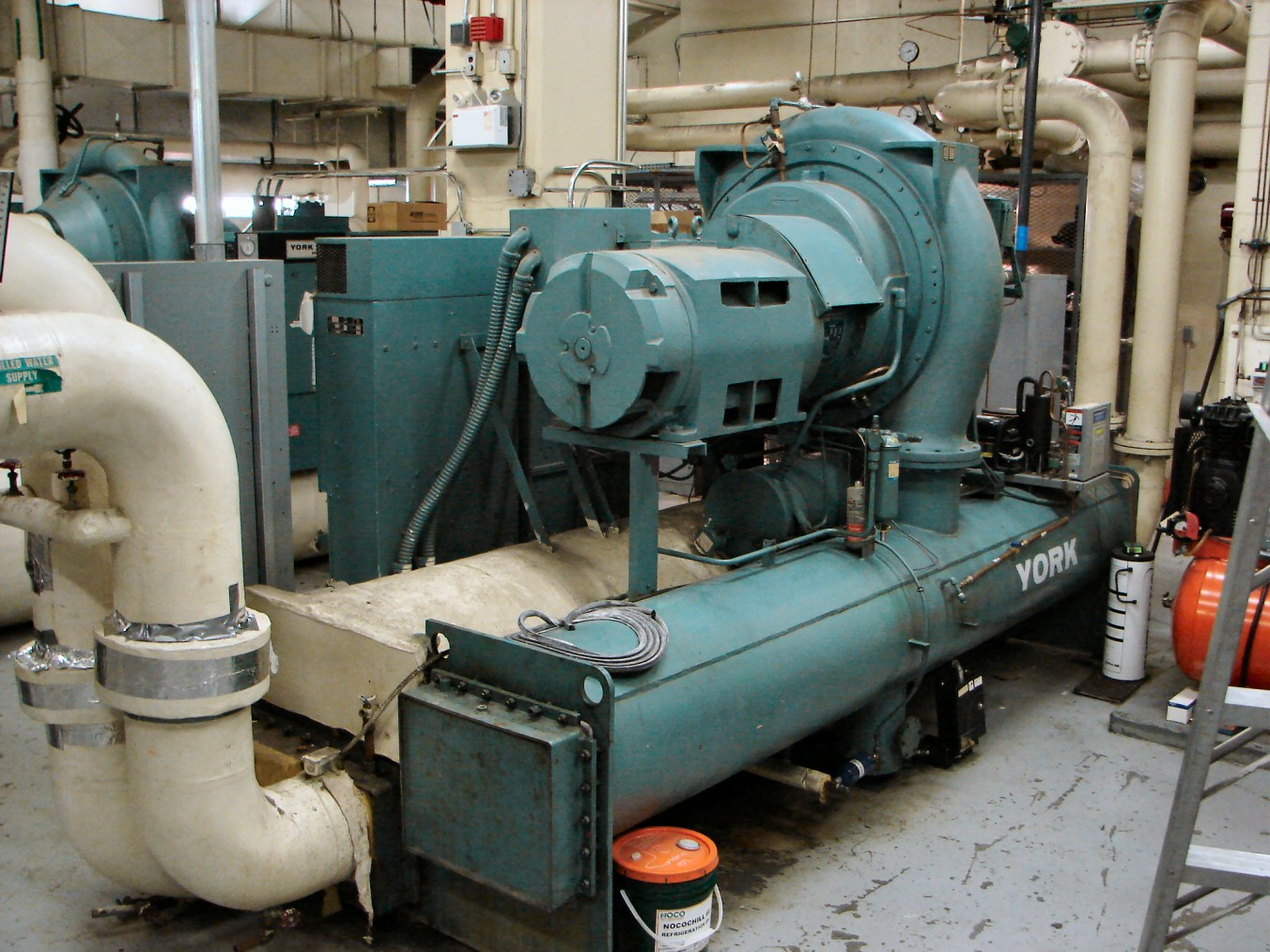
Чілер

Чилер (від англ. chill — охолоджувати; в іншій тринскрипції чілер чи чіллер) — пристрій для охолодження рідкого теплоносія (води, незамерзаючої рідини (вода + добавка), тосолу, гліколю) і подавання його за допомогою насосної станції (гідромодуля) через систему трубопроводів до кінцевих споживачів (довідників та теплообмінників).
Застосовується в централізованих системах кондиціонування (чилер + фанкойл), а також у виробництві для охолодження термопласт-автоматів, екструдерів та інше. 
Система кондиціонування на базі чилера працює подібно системі опалення з котлом, що нагріває воду, і кінцевими нагрівальними пристроями в приміщеннях, які передають енергію теплоносія повітрю в приміщенні. Вода циркулює по розгалуженій мережі труб під тиском, який створює насосна станція. Насосні станції підбираються під кожний об'єкт індивідуально в залежності від протяжності та розгалуженості труб системи кондиціонування.
Вимоги до систем кондиціонування на базі чилера в Україні зазначені в ДБН В.2.5-67:2013 "Опалення, вентиляція та кондиціонування".
Промисловість випускає чилери у широкому діапазоні потужностей — від декількох кіловат до десятків мегават.

## Переваги
Безперечною перевагою системи кондиціонування на базі чилера є можливість винесення чилера практично на будь-яку відстань від найвіддаленішого фанкойлу.
Друга перевага — універсальність. Чилер може забезпечувати холодом не тільки фанкойли, але й інших споживачів холоду. Це може бути й секція охолоджувача в центральному кондиціонері, і спеціальні пристрої, що охолоджують серверні стійки у вузлах зв'язку і багато іншого. Також дуже важливо, що чилер дає постійну температуру воді в контурі. Це дозволяє точно і без перепадів підтримувати необхідну температуру в приміщеннях замовника.
Чилери здатні не тільки охолоджувати воду — існують так звані реверсивні чилери, які, як і побутові спліт-системи здатні нагрівати воду, забираючи тепло з зовнішнього повітря. Такий обігрів у плані витрат на енергоресурси обходиться в середньому в два з половиною — три рази дешевше, ніж звичайний електричний обігрів.

## Функції
Чилер охолоджує або нагріває воду. Насос прокачує воду по системі трубопроводів. До системи трубопроводів підключаються фанкойли.
Фанкойли охолоджують або обігрівають повітря в приміщенні, здійснюють очищення повітря. У зимовий період фанкойли здатні повністю замінити систему водяного опалення. Для цього до них подається гаряча вода через другий контур (чотирьохтрубні фанкойли) або робиться перемикання системи фанкойлів (двотрубні) з чилера на локальну котельню або бойлерну.

## Види
Всі чилери можна розділити за такими основними ознаками:

### За наявністю режиму обігріву
- з тепловим насосом (реверсивні). Моделі з тепловим насосом можуть не тільки охолоджувати, але і нагрівати теплоносій.
- без нього.

### За конструктивним виконанням
- з вбудованим конденсатором;
- з виносним конденсатором.

Чилери з повітряним охолодженням можуть бути в моноблочному виконанні (з вбудованим конденсатором) або з виносним конденсатором. У першому випадку чилер являє собою автономну холодильну машину, до якої підключаються тільки трубопроводи від насосної станції. У другому випадку конденсатор виконується у вигляді окремого блоку. Це дозволяє встановлювати чилер усередині приміщення, а конденсатор виносити на дах. Таке рішення спрощує обслуговування чилера та підвищує його надійність завдяки стабільній температурі всередині приміщення. Крім цього, оскільки сам чилер і всі трубопроводи з теплоносієм знаходяться всередині будівлі, можна відмовитися від використання незамерзаючої рідини і використовувати як теплоносій воду, не зливаючи її в зимовий період.
Моноблочні чилери з повітряним охолодженням можуть мати осьової або відцентровий вентилятор. Осьові вентилятори дешевше, але створюють дуже малий напір повітря, тому чилер з осьовим вентилятором можна розміщувати тільки на відкритому місці — на даху, на стіні будівлі і т. ін. Відцентрові вентілятри створюють сильніший напір повітря, тому чилери з такими вентиляторами можна розміщувати всередині приміщення, забезпечивши всмоктуваня і викид зовнішнього повітря через повітроводи.

### За типом охолодження конденсатора
- з водяним охолодженням;
- з повітряним охолодженням. Повітряне охолодження проводиться так само, як і в побутових кондиціонерах — конденсатор обдувається потоком повітря від вентилятора. При водяному охолодженні конденсатор прохолоджується проточною водою. Такий спосіб дозволяє істотно зменшити габарити і вартість чилера, але вимагає використання проточної води або встановлення градирень (систем оборотного водопостачання).
- з абсорбційним охолодженням

#### Абсорбційні чилери
Крім традиційних фреонових чилерів існують так звані абсорбційні чилери. У таких чилерів замість фреону як холодоагент використовується вода і абсорбент бромистий літій (бромід літію). Цикл абсорбційного охолодження, подібно фреоновому циклу, використовується ефект поглинання тепла холодоагентом при його переході з пароподібного стану в рідкий. У процесі роботи абсорбційного чилеру відбувається наступне: під дією зовнішнього джерела тепла (газовий пальник, пара або гаряча вода) з розбавленого розчину броміду літію виділяються пари хладагенту (води), які переносяться в конденсатор. Тут вони конденсуються в рідину, що надходить у випарник. У випарнику вода випаровується, а її пари поглинаються абсорберів (концентрованим розчином броміду літію). Далі розведений розчин абсорбера нагрівається, і весь цикл повторюється знову.
Як основне джерело енергії для процесу охолодження в абсорбційних холодильних машинах використовується гаряча вода (при температурі до 130 °C) або перегрітий пар (під тиском до 1 бар).

##### Застосування
Зазвичай вони використовуються там, де існують жорсткі обмеження на споживану електроенергію.
Абсорбційні чилери не набули широкого поширення в Україні через нерозвиненість енергозберігаючих технологій. Як правило, такі чилери працюють на відпрацьованій технічній гарячій воді (так званої «обратки»), але в Україні, за технологічним циклом, обратка подається відразу в котельню для нового циклу.
При отриманні охолодженої води істотну економію дає застосування низькотемпературних або вторинних енергоресурсів (теплоелектростанцій, сміттєспалювальних установок, пара низького тиску з електростанцій тощо)

##### Переваги
Крім економії енергоресурсів, істотною перевагою зазначеного типу холодильних машин є практично повна відсутність рухомих частин, і, як наслідок — висока надійність агрегатів. Абсорбційні чилери отримали останнім часом широке визнання завдяки тому, що вони приводять до зменшення споживання електроенергії, кращого балансу потреби в енергії в межах всієї держави і збільшення ККД силового обладнання.

##### Недоліки
Основний недолік — найгірші в порівнянні з парокомпресійними машинами масогабаритні показники і висока вартість.

#### Чилери з водяним охолодженням

##### Призначення
Чилери з водяним охолодженням призначені для установки у закритому приміщенні. Для охолоджування конденсатора холодильної машини використовується проміжний теплоносій, який у свою чергу охолоджується в градирнях і драйкулерах (оборотна система охолодження). Можливо також охолодження конденсаторів проточним теплоносієм з природних водойм. Слід зауважити, що в ряді випадків застосування чилерів з водяним охолодженням є єдино можливим варіантом.

##### Переваги
- Можливість організувати цілорічне отримання холоду з використанням «вільного охолодження» (англ. freecooling) — охолодження теплоносія без використання холодильного циклу, за рахунок передачі тепла до зовнішньому повітрю без використання додаткового обладнання.
- Можливість рекуперації тепла конденсації.

##### Недоліки
- висока вартість,
- енергоємність, складність експлуатації системи.

#### Чилери з повітряним охолодженням

##### Призначення
Чилери з повітряним охолодженням призначені для встановлення всередині приміщень. Забір повітря для охолодження конденсатора і викид здійснюється по повітроводам. Для переміщення повітря застосовуються відцентрові вентилятори з високим статичним натиском для подолання опору мережі повітроводів.

##### Основні переваги
- «приховане» встановлення (відсутність зовнішніх блоків, градирень, конденсаторів), можливість організації цілорічної експлуатації в режимі охолодження при будь-яких температурах зовнішнього повітря.

##### Недоліки
- необхідна наявність значних площ під розміщення агрегату
- додаткові капітальні витрати на вентиляційну мережу.

## Області застосування чилерів

### Переробка пластику
- Охолодження термопластавтоматів, ливарних та термоформовочного верстатів
- Охолодження екструдерів, міксерів, гранулятори
- Охолодження автоматів видуву ПЕТ-тари

### Харчова промисловість
- Переробка молока
- Виробництво вина, коньяку, горілки
- Розлив мінеральної та газованої води
- Кондитерські виробництва
- М'ясокомбінати
- Виробництво рослинних олій
- Фабрики морозива

### Хімічна промисловість
- Виробництво гуми
- Виробництво фарб
- Виробництва косметики
- Охолодження реакторів
- Охолодження гальванічних ванн
- Охолодження бісерних млинів
- Охолодження ємностей з сорочками охолодження

### Металообробна промисловість
- Системи охолодження металообробних верстатів
- Лиття металів
- Ювелірні виробництва
- Зварювальні верстати
- Лазери
- Охолодження вакуумних насосів

### Медицина
- Виробництво настойок і спиртовмісних ліків
- Охолодження крові
- Охолодження томографів
- Охолодження вібростенд
- Кліматичні камери

### Промислове кондиціонування
- Будівель, офісів, торгових центрів, виробничих приміщень
- Охолодження серверних приміщень

### Кондиціонування в житловому секторі
- Кондіціонування квартир в багатоквартирних будинках